# Floopaloo, ¿dónde estás?
Floopaloo, ¿dónde estás? (título original en francés, Flapacha, où es-tu?) es una serie de televisión animada francesa producida por Xilam y basada en una idea original de Marc du Pontavice, fundador de dicho estudio. Fue dirigida por Hugo Gittard, Jean Cayrol y Frèdèric Martin.
Fue emitida por primera vez en Francia en 2011 por Canal+ y Télétoon+. Posteriormente fue transmitida en varios países de Europa. En América, la serie fue emitida por Disney Junior, pero fue cancelado debido a que no concuerdan con la demográfica del canal. Actualmente sigue siendo transmitida en Francia por TV5 Monde, por Rai 2 en Italia, por Ketnet en Bélgica, y en Latinoamérica por Pakapaka en Argentina y por IPe en Perú.
En 2017 la serie fue nominada a mejor guion en una producción de TV en la primera edición del European Animation Awards (Emile Awards) o también conocidos como Premios Emilie.

## Sinopsis
Lisa y Matt son dos primos quienes, junto con sus amigos y amigas, pasan sus vacaciones en un campamento de verano ubicado en el Valle de las Sorpresas, donde descubren un bosque mágico lleno de cosas extraordinarias. 
Lejos de los caminos trillados y de los viajes organizados, al abrigo de los ojos humanos, el valle esconde una naturaleza inusual: piedras batidas, cerdos eléctricos, árboles de recuerdos, ríos verticales y por último, pero no menos importante: el Floopaloo, del que solo Lisa, Matt y sus amigos y amigas conocen su existencia. Es un ser legendario capaz de convertir los sueños en realidad, considerado como el Rey del Bosque, nadie sabe dónde está exactamente ni cuál es su apariencia, pero todos sueñan con conocerlo.

## Personajes
- Lisa: (Voz original de Teresa Gallagher) Es una niña de 10 años y es la prima de Matt. Ella es muy inteligente y tiene un vínculo especial con la naturaleza. Su abuela le regaló una libreta que explica los misterios del bosque mágico. Frecuentemente se le ve junto a Matt investigando los misterios del bosque y tratando de encontrar al Floopaloo.

- Matt (Mati): (Voz original de Lizzie Waterworth) Es un niño de 11 años con el sueño de convertirse en periodista. Es muy tenaz e intenta a toda costa encontrar noticias para publicarlas en su blog. Al igual que Lisa, él también está entusiasmado por encontrar al Floopaloo.

- Malik (Marcos): (Voz original de Gina Murray) Un niño afroamericano muy desafortunado, tiende a tener mala suerte que lo mete en muchos problemas. Siempre ha sido el mejor amigo de Bruno, con quien se queda la mayor parte del día.

- Bryan (Bruno): (Voz original de Penny Rawlins) Es un chico alto apasionado por los deportes extremos. Tiende a estar sucio porque odia bañarse (ya que solo se baña cada 3 meses). Siempre está buscando algo nuevo y emocionante por lo que generalmente termina rompiendo las reglas.

- Greta: (Voz original de Teresa Gallagher) Es una chica inteligente y sensible. Ella ama las matemáticas y hacer tareas en vacaciones, por eso Ignacio la usa frecuentemente para lidiar con la contabilidad. También es muy talentosa haciendo poesías. Odia cometer errores durante el día.

- Malu y Milu: (Voz original de Teresa Gallagher) Son dos niñas gemelas dedicadas a actividades de belleza y moda. Siempre leen revistas de moda. Odian ser iguales en todo y cuando sus amigos las confunden.

- Hippolyte (Ignacio): (Voz original de Charlie Hayes) Es el superintendente del campamento. Puede parecer muy severo pero en realidad es muy sensible y alegre. Él está secretamente enamorado de Beatriz y siempre trata de llamar su atención. Tiene la manía de dar a los chicos tarjetas de distintos colores en base a sus acciones.

- Odile (Beatriz): (Voz original de Joanna Ruiz) Ella es la directora del campamento. Es muy dulce y prefiere resolver los problemas con calma. Al igual que Ignacio, ella esta secretamente enamorada de él.

- Anette (Ana): (Voz original de Chloé Stefani) Es la asistente de Beatriz. Es muy alegre e hiperactiva. A menudo, usa apodos para los niños llamándolos "cachorritos". Sin embargo, se pone nerviosa cuando tiene que dar una prueba o examen. Ella es muy joven, no hay muchos años de diferencia entre ella y los niños, pero aun así es muy buena en su trabajo.

- Squeak: Es una ardilla muy traviesa y apasionada por los dulces. Con frecuencia, acompaña a Matt y Lisa en sus aventuras. Tiene la misma edad que todos los niños del campamento. Squeak se comunica a través de chillidos.

- Waldo: Es un castor torpe y algo descuidado, desordenado, despistado, etc. Al igual que Squeak, le encantan los dulces y las golosinas. A menudo tiene un trabajo en el bosque por lo que tiende a estar ocupado.

- Floopaloo: Es el rey del bosque mágico y el responsable de cuidar la naturaleza y el bosque. Nadie ha visto su verdadera apariencia pero es representado por dos ojos amarillos muy brillantes, sin embargo, en ciertos episodios se muestra alguno de sus detalles como el pelaje azul o verde. Siempre ayuda a todos los animales del bosque cuando están en dificultades y nunca duda en dar cosas especiales que necesitan los niños del campamento. También se destaca por su olor a musgo y caramelo.

## Lista de episodios

### Resumen de la serie
| Temporada | Temporada | Episodios | Transmisión original | Transmisión original |
| --------- | --------- | --------- | -------------------- | -------------------- |
| Temporada | Temporada | Episodios | Estreno de temporada | Final de temporada   |
|           | 1         | 52        | 2011                 | 2012                 |
|           | 2         | 52        | 2013                 | 2014                 |

### Primera temporada (2011-2012)
Lista de episodios de la primera temporada.
| N° en serie | N° en temporada | Título                                                           | Dirigido por               | Escrito por                                     | Guion gráfico       |
| ----------- | --------------- | ---------------------------------------------------------------- | -------------------------- | ----------------------------------------------- | ------------------- |
| 1           | 1               | «Pas vu, pas pris!» «¿Quién lo hizo?»                            | Hugo Gittard               | Fabien Limousin                                 | Hugo Gittard        |
| 2           | 2               | «Le Lac Crado» «El lago Puaj»                                    | Hugo Gittard               | Fabien Limousin                                 | Jean Cayrol         |
| 3           | 3               | «Boum secrete» «Fiesta sorpresa»                                 | Hugo Gittard               | Hugo Gittard                                    | Michael Sanlaville  |
| 4           | 4               | «Les pieds dans l'eau» «Desborde en el río»                      | Hugo Gittard               | Sébastien Guérout                               | Jean Cayrol         |
| 5           | 5               | «Nuit Blanche» «Un día sin fin»                                  | Hugo Gittard               | Maël Le Mée Raphaelle Rio                       | Céline Gobinet      |
| 6           | 6               | «Cirque d'Eté» «El circo de verano»                              | Hugo Gittard               | Maël Le Mée Raphaelle Rio                       | Céline Gobinet      |
| 7           | 7               | «Trop c'est Trop» «Ya es suficiente»                             | Hugo Gittard               | Hugo Gittard                                    | Céline Gobinet      |
| 8           | 8               | «Graine de Clown» «Las semillas de la risa»                      | Hugo Gittard               | Sébastien Guérout                               | Andrès Fernandez    |
| 9           | 9               | «L'Arbre de la Sagesse» «El árbol de la sabiduría»               | Hugo Gittard               | Hugo Gittard                                    | Alexandre Viano     |
| 10          | 10              | «Le truc de Malik» «El frazadita de Marcos»                      | Hugo Gittard y Jean Cayrol | Juliette Turner                                 | Andrès Fernandez    |
| 11          | 11              | «Ruses de Sioux» «Los adivinos»                                  | Hugo Gittard               | Sébastien Guérout                               | Céline Gobinet      |
| 12          | 12              | «¡Alerte au Glouton!» «Atrápenme si pueden»                      | Hugo Gittard y Jean Cayrol | Fred Valion                                     | Alexandre Viano     |
| 13          | 13              | «L'Esprit du Lac» «El doble de Mati»                             | Hugo Gittard y Jean Cayrol | Grégory Baranes Vincent Bonjour                 | Andrès Fernandez    |
| 14          | 14              | «La Chasse au Bougogneux Râleur» «La cacería del Quejoso Gruñón» | Hugo Gittard y Jean Cayrol | Cédric Stéphan                                  | Céline Gobinet      |
| 15          | 15              | «Ça Colle!» «El superpegamento»                                  | Hugo Gittard y Jean Cayrol | Mélanie Duval                                   | Céline Gobinet      |
| 16          | 16              | «Sushi d'Amour» «Sushi de Amor»                                  | Hugo Gittard y Jean Cayrol | Augusto Zanovello Christophe Poujol             | Lisa Arioli         |
| 17          | 17              | «Attention aux Courants d'Air» «¡Cuidado con el tornado!»        | Hugo Gittard y Jean Cayrol | Sébastien Guérout                               | Luca Fernicola      |
| 18          | 18              | «Le Grand Frère» «Un chico muy grande»                           | Hugo Gittard y Jean Cayrol | Juliette Turner                                 | Andrès Fernandez    |
| 19          | 19              | «La Colline aux Secrets» «La Colina de los Secretos»             | Hugo Gittard y Jean Cayrol | Cédric Stéphan                                  | Thomas Astruc       |
| 20          | 20              | «Pomme d'Amour» «La manzana del amor»                            | Hugo Gittard y Jean Cayrol | Cédric Stéphan                                  | Andrès Fernandez    |
| 21          | 21              | «Un Grand Gamin» «Un chico muy grande»                           | Hugo Gittard y Jean Cayrol | Fred Valion (una idea original de Hugo Gittard) | Lisa Arioli         |
| 22          | 22              | «Miss Casse-Noisettes» «Ardilla por un día»                      | Hugo Gittard y Jean Cayrol | Sébastien Guérout                               | Thomas Astruc       |
| 23          | 23              | «La Ronce des Rêves» «El arbusto de los sueños»                  | Hugo Gittard y Jean Cayrol | Maël Le Mée Raphaelle Rio                       | Céline Gobinet      |
| 24          | 24              | «Réveille-Moi si tu peux» «Despiértenme si pueden»               | Hugo Gittard y Jean Cayrol | Sébastien Guérout                               | Luca Fernicola      |
| 25          | 25              | «Le Coup du Lapin» «El conejo del tiempo»                        | Hugo Gittard y Jean Cayrol | David Robert Maud Garnier                       | Christian Ragoust   |
| 26          | 26              | «Drôles de Tomates» «Tomates extraños»                           | Hugo Gittard y Jean Cayrol | Mélanie Duval                                   | Andrès Fernandez    |
| 27          | 27              | «Le Furet à 5 Tâches» «El hurón de 5 manchas»                    | Hugo Gittard y Jean Cayrol | Juliette Turner                                 | Thomas Astruc       |
| 28          | 28              | «Chefs d'un jour» «Jefes por un día»                             | Hugo Gittard y Jean Cayrol | Maël Le Mée Raphaelle Rio                       | Alexandre Viano     |
| 29          | 29              | «Rendez-Vous Manqué» «La primicia del siglo»                     | Hugo Gittard y Jean Cayrol | Sébastien Guérout                               | Marco Allard        |
| 30          | 30              | «Une Truffe en Or» «La trufa de oro»                             | Hugo Gittard y Jean Cayrol | Cédric Stephan                                  | Thomas Astruc       |
| 31          | 31              | «Ni Vu Ni Connu» «El chico invisible»                            | Hugo Gittard y Jean Cayrol | Charles Vaucelle Fred Valion                    | Floriano Gerardi    |
| 32          | 32              | «Rendez-Nous Hippolyte!» «Encuentros extraterrestres»            | Hugo Gittard y Jean Cayrol | Maël Le Mée Raphaelle Rio                       | Jean-Charles Finl   |
| 33          | 33              | «Tornado»                                                        | Hugo Gittard y Jean Cayrol | Cédric Stephan                                  | Thomas Astruc       |
| 34          | 34              | «Supermatt» «Supermati»                                          | Hugo Gittard y Jean Cayrol | Fred Valion                                     | Marco Allard        |
| 35          | 35              | «Le Jour le plus Long» «El día más largo»                        | Hugo Gittard y Jean Cayrol | Anetta Zucchi                                   | Lisa Arioli         |
| 36          | 36              | «Jour de Miel» «Abejas perezosas»                                | Hugo Gittard y Jean Cayrol | Gaël Gittard                                    | Marco Allard        |
| 37          | 37              | «Les Mûres Légères» «Moras extralivianas»                        | Hugo Gittard y Jean Cayrol | Valentina Mazzola                               | Christian Ragoust   |
| 38          | 38              | «Le Chat du Flapacha» «El gato del Floopaloo»                    | Hugo Gittard y Jean Cayrol | Valentina Mazzola                               | Jean-Luc Abiven     |
| 39          | 39              | «L'Oeuf Surprise» «El huevo sorpresa»                            | Hugo Gittard y Jean Cayrol | Maël Le Mée Raphaelle Rio                       | Christophe Leborgne |
| 40          | 40              | «Le Porte Bonheur» «El amuleto de la suerte»                     | Hugo Gittard y Jean Cayrol | Sébastien Guérout                               | Marco Allard        |
| 41          | 41              | «La Plus Belle Plante» «La planta más bella»                     | Hugo Gittard y Jean Cayrol | Elena Pandolfi                                  | Thomas Astruc       |
| 42          | 42              | «Coup de Froid» «Golpe de frío»                                  | Hugo Gittard y Jean Cayrol | Annetta Zucchi                                  | Christophe Leborgne |
| 43          | 43              | «Non Mais Je Rêve!» «Estoy soñando»                              | Hugo Gittard y Jean Cayrol | Marie Eynard Claire Espagno                     | Marco Allard        |
| 44          | 44              | «Grosses Têtes» «Pulgas inteligentes»                            | Hugo Gittard y Jean Cayrol | Emmanuel Leduc                                  | Thomas Astruc       |
| 45          | 45              | «Signé Flapacha» «Firmada por Floopaloo»                         | Hugo Gittard y Jean Cayrol | Mélanie Duval                                   | Guillaume Lebois    |
| 46          | 46              | «Le Grand Sommeil» «El largo sueño»                              | Hugo Gittard y Jean Cayrol | Juliette Turner                                 | Céline Gobinet      |
| 47          | 47              | «Le Grogloups» «El Perezópolus»                                  | Hugo Gittard y Jean Cayrol | Fred Vallon                                     | Stéphane Annette    |
| 48          | 48              | «Le Boomerang d'Hippolyte» «El boomerang de Ignacio»             | Hugo Gittard y Jean Cayrol | Valentina Mazzola                               | Céline Gobinet      |
| 49          | 49              | «La Moustache» «El bigote»                                       | Hugo Gittard y Jean Cayrol | Annetta Zucchi                                  | Stéphane Annette    |
| 50          | 50              | «La Bulle» «La burbuja»                                          | Hugo Gittard y Jean Cayrol | Marie Eynard Armand Robin                       | Thomas Astruc       |
| 51          | 51              | «Nuit sans Lune» «Noche sin Luna»                                | Hugo Gittard y Jean Cayrol | Gaël Gittard                                    | Céline Gobinet      |
| 52          | 52              | «Les Goûts et les Couleurs» «Sabores y colores»                  | Hugo Gittard y Jean Cayrol | Fred Valion                                     | Céline Gobinet      |

### Segunda temporada (2013-2014)
Lista de episodios de la segunda temporada.
| N° en serie | N° en temporada | Título                                                         | Dirigido por                | Escrito por                                    | Guion gráfico    |
| ----------- | --------------- | -------------------------------------------------------------- | --------------------------- | ---------------------------------------------- | ---------------- |
| 53          | 1               | «Soucis de Souris» «Problemas con ratones»                     | Jean Cayrol Frèdèric Martin | Frédéric Vallon                                | Cédric Guarneri  |
| 54          | 2               | «A Tes Souhaits!» «Alergia desaparecedora»                     | Jean Cayrol Frèdèric Martin | Mathilde Maraninchi Antonin Poirée             | Cédric Guarneri  |
| 55          | 3               | «La Cabane du Flapacha» «La casa del árbol del Floopaloo»      | Jean Cayrol Frèdèric Martin | Maël Le Mée Raphaëlle Rio                      | Mickaël Mérigot  |
| 56          | 4               | «Mini Matt» «Mini-Mati»                                        | Jean Cayrol Frèdèric Martin | Max Mamoud Georges-Olivier Tzanos              | Cédric Guarneri  |
| 57          | 5               | «Poule Mouillée, Tête Brûlée» «El temerario»                   | Jean Cayrol Frèdèric Martin | Frédéric Vallon                                | Mickaël Mérigot  |
| 58          | 6               | «Brocolicieux» «Brocolioso mágico»                             | Jean Cayrol Frèdèric Martin | Eric Rondeaux Catherine Le Roux                | Cédric Guarneri  |
| 59          | 7               | «L'Exil de Malik» «El exilio de Marcos»                        | Jean Cayrol Frèdèric Martin | Maël Le Mée Raphaëlle Rio                      | Mickaël Mérigot  |
| 60          | 8               | «Les Deux Reines» «Las dos reinas»                             | Jean Cayrol Frèdèric Martin | Mathilde Maraninchi Antonin Poirée             | Cédric Guarneri  |
| 61          | 9               | «La Main à la Pâte» «La doble de Beatriz»                      | Jean Cayrol Frèdèric Martin | Catherine Le Roux                              | Cédric Guarneri  |
| 62          | 10              | «Le Rhume du Flapacha» «El resfriado del Floopaloo»            | Jean Cayrol Frèdèric Martin | Philippe Clerc                                 | Stéphane Annette |
| 63          | 11              | «Le Vilain Petit Gourmand» «Glotones del dulce»                | Jean Cayrol Frèdèric Martin | Philippe Clerc                                 | Stéphane Annette |
| 64          | 12              | «Hippolyte Cherche sa Voix» «Ignacio encuentra su voz»         | Jean Cayrol Frèdèric Martin | Max Mamoud Georges-Olivier Tzanos              | Stéphane Annette |
| 65          | 13              | «L'Admirateur de Bryan» «El admirador de Bruno»                | Jean Cayrol Frèdèric Martin | Philippe Clerc                                 | Cédric Guarneri  |
| 66          | 14              | «Bienvenue chez les Termites» «Bienvenido a las termitas»      | Jean Cayrol Frèdèric Martin | Philippe Clerc                                 | Mickaël Mérigot  |
| 67          | 15              | «Le Délégué» «El delegado»                                     | Jean Cayrol Frèdèric Martin | Maël Le Mée Raphaëlle Rio                      | Stéphane Annette |
| 68          | 16              | «Greta Sort de son Cocon» «Greta despliega sus alas»           | Jean Cayrol Frèdèric Martin | Max Mamoud Georges-Olivier Tzanos              | Cédric Guarneri  |
| 69          | 17              | «Petit Nuage» «Pequeña nube»                                   | Jean Cayrol Frèdèric Martin | Yannick Hervieu                                | Mickaël Mérigot  |
| 70          | 18              | «Petit Hippolyte Deviendra Grand» «El pequeño Ignacio crece»   | Jean Cayrol Frèdèric Martin | Philippe Clerc                                 | Stéphane Annette |
| 71          | 19              | «Un Cadeau au Poil» «El regalo peludo»                         | Jean Cayrol Frèdèric Martin | Philippe Clerc                                 | Cédric Guarneri  |
| 72          | 20              | «Une Chevelure de Rêve» «El pelo soñado»                       | Jean Cayrol Frèdèric Martin | Catherine Le Roux                              | Mickaël Mérigot  |
| 73          | 21              | «Le Scarapince» «El bicho con tenazas»                         | Jean Cayrol Frèdèric Martin | Sophie & Stéphane Melchior-Durand Jérôme Erbin | Mickaël Mérigot  |
| 74          | 22              | «La Grande Frousse» «Asustados»                                | Jean Cayrol Frèdèric Martin | Jérôme Erbin                                   | Cédric Guarneri  |
| 75          | 23              | «Faut pas se Gêner!» «El no invitado de honor»                 | Jean Cayrol Frèdèric Martin | Max Mamoud George-Olivier Tzanos               | Cédric Guarneri  |
| 76          | 24              | «Téléchargement Interdit!» «Prohibido descargar»               | Jean Cayrol Frèdèric Martin | Baptiste Heidrich                              | Stéphane Annette |
| 77          | 25              | «Les Jumelles Désaccordées» «Cambiando a las gemelas»          | Jean Cayrol Frèdèric Martin | Maël Le Mée Raphaëlle Rio                      | Cédric Guarneri  |
| 78          | 26              | «Une Erreur sans Fin» «Un error infinito»                      | Jean Cayrol Frèdèric Martin | Jérôme Erbin                                   | Mickaël Mérigot  |
| 79          | 27              | «Le Doudou Gros Dodo» «El juguete mimoso»                      | Jean Cayrol Frèdèric Martin | Jean Cayrol                                    | Stéphane Annette |
| 80          | 28              | «Amis pour la Vie?» «¿Amigos para siempre?»                    | Jean Cayrol Frèdèric Martin | Baptiste Heidrich                              | Mickaël Mérigot  |
| 81          | 29              | «Pause Pop-Corn» «El pochoclo mágico»                          | Jean Cayrol Frèdèric Martin | Elisa Loche                                    | Cédric Guarneri  |
| 82          | 30              | «Prête à Tout» «Dispuesta a todo»                              | Jean Cayrol Frèdèric Martin | Cédric Guarneri                                | Mickäel Mérigot  |
| 83          | 31              | «Gros Menteur!» «Un gran mentiroso»                            | Jean Cayrol Frèdèric Martin | Baptiste Heidrich                              | Stéphane Annette |
| 84          | 32              | «La Nuit des Castors Filants» «Alergia a las frutillas»        | Jean Cayrol Frèdèric Martin | Renaud Gagnon                                  | Jérôme Fardini   |
| 85          | 33              | «Le Trou de l'Oubli» «El agujero del olvido»                   | Jean Cayrol Frèdèric Martin | Baptiste Heidrich                              | Anh-Tu Cao       |
| 86          | 34              | «La Fée du Logis» «El jarrón de los gritos»                    | Jean Cayrol Frèdèric Martin | Jérôme Erbin                                   | Cédric Guarneri  |
| 87          | 35              | «Mauvais Joueurs» «Malos perdedores»                           | Jean Cayrol Frèdèric Martin | Yannick Hervieu Jérôme Erbin                   | Mickaël Mérigot  |
| 88          | 36              | «Que la Fête Commence!» «¡Que empiece la fiesta!»              | Jean Cayrol Frèdèric Martin | Fanny Courtillot                               | Anh-Tu Cao       |
| 89          | 37              | «Une Nouvelle Directrice» «La nueva directora»                 | Jean Cayrol Frèdèric Martin | Jérôme Erbin                                   | Jérôme Fardini   |
| 90          | 38              | «Que d'Emociones!» «Emociones sueltas»                         | Jean Cayrol Frèdèric Martin | Jean Cayrol                                    | Cédric Guarneri  |
| 91          | 39              | «Le Maître de la Blague» «El as de los chistes»                | Jean Cayrol Frèdèric Martin | Jean Cayrol                                    | Anh-Tu Cao       |
| 92          | 40              | «Cap ou Pas Cap» «¿Te animás?»                                 | Jean Cayrol Frèdèric Martin | Jérôme Erbin                                   | Mickaël Mérigot  |
| 93          | 41              | «Le Compte est Bon?» «La búsqueda del tesoro perdido»          | Jean Cayrol Frèdèric Martin | Baptiste Heidrich Jean Cayrol                  | Cédric Guarneri  |
| 94          | 42              | «C'est Qui le Boss?» «¿Quién es el jefe?»                      | Jean Cayrol Frèdèric Martin | Cédric Guarneri                                | Jérôme Fardini   |
| 95          | 43              | «Merci du Cadeau!» «Gracias por el regalo»                     | Jean Cayrol Frèdèric Martin | Marianne Barbier                               | Anh-Tu Cao       |
| 96          | 44              | «L'Amour est un Oiseau Rebelle» «El amor es un pájaro rebelde» | Jean Cayrol Frèdèric Martin | Fanny Courtillot                               | Cédric Guarneri  |
| 97          | 45              | «Héros Malgré Eux» «Héroes sin querer»                         | Jean Cayrol Frèdèric Martin | Jérôme Erbin                                   | Mickaël Mérigot  |
| 98          | 46              | «Première Rencontre» «Primer encuentro»                        | Jean Cayrol Frèdèric Martin | Jean Cayrol                                    | Anh-Tu Cao       |
| 99          | 47              | «Radio Flapacha» «La radio del Floopaloo»                      | Jean Cayrol Frèdèric Martin | Jérôme Erbin Baptiste Heidrich                 | Cédric Guarneri  |
| 100         | 48              | «Graines de Greta» «Las semillas de Greta»                     | Jean Cayrol Frèdèric Martin | Jérôme Erbin                                   | Jean Cayrol      |
| 101         | 49              | «La Patacolle» «Materia pegajosa»                              | Jean Cayrol Frèdèric Martin | Maël Le Mée Raphaëlle Rio                      | Cédric Guarneri  |
| 102         | 50              | «Sa Majesté Bryan» «Su majestad, Bruno»                        | Jean Cayrol Frèdèric Martin | Jean Cayrol                                    | Stéphane Annette |
| 103         | 51              | «Privée de Carnet» «Un día sin libreta»                        | Jean Cayrol Frèdèric Martin | Renaud Gagnon                                  | Cédric Guarneri  |
| 104         | 52              | «Le Chouchou» «El consentido de Beatriz»                       | Jean Cayrol Frèdèric Martin | Jean Cayrol                                    | Cédric Guarneri  |

## Doblaje
El doblaje al español fue producido por la sociedad Educ.ar para la señal Pakapaka en Argentina. Después la serie fue distribuida a otros países hispanohablantes con el mismo doblaje. Tanto en Francia como en el doblaje argentino, la voz para Matt, Malik y Bryan son realizadas por distintos actores según la temporada de la serie, mientras que los personajes de Marie Jeanne (Malu) y Jeanne Marie (Milu) son interpretadas por la misma voz.
| Personaje           | Actor de voz original      | Actor de doblaje          |
| ------------------- | -------------------------- | ------------------------- |
| Lisa                | Orphée Silard              | Zahira Díaz               |
| Matt (Mati)         | Victor Carles (Temp. 1)    | Christian Peyrano         |
| Matt (Mati)         | Maxime Lezeau (Temp. 2)    | Christian Peyrano         |
| Malik (Marcos)      | Ludovic François (Temp. 1) | Pedro Colavino            |
| Malik (Marcos)      | Kyham Djelloul (Temp. 2)   | Pedro Colavino            |
| Bryan (Bruno)       | Abraham Rist (Temp. 1)     | Ezequiel González Massone |
| Bryan (Bruno)       | Lounis Peter (Temp. 2)     | Ezequiel González Massone |
| Greta               | Clara Do Espirito          | Bianca Basile             |
| Marie-Jeanne (Malu) | Clara Poincaré             | Nina Casavalle            |
| Jeanne-Marie (Milu) | Clara Poincaré             | Nina Casavalle            |
| Hippolyte (Ignacio) | Guillaume Orsat            | Carlos Celestre           |
| Odile (Beatriz)     | Anne Mathot                | María Elena Molina        |
| Annette (Ana)       | Chloé Stephani             | Belén Ucar                |

## Producción
Xilam contó con la coproducción de la segunda cadena estatal de televisión en Francia de France Télévisions, en asociación con Castelrosso y la empresa de producción italiana Rai Fiction.

## Miscelánea
En el episodio “Materia pegajosa” de la segunda temporada, Ignacio aparece con un llavero de Hubert y Takako, otra serie de televisión animada de Xilam.